# 천곡로 (동해시)
천곡로(Cheongok-ro)는 강원특별자치도 동해시 천곡동 천곡사거리에서 동해시 천곡동 소방서삼거리을 이어주는 도로이다.

## 주요 경유지
강원특별자치도
- 동해시 (천곡동)

## 노선
| 이름         | 접속 노선               | 소재지 | 소재지 | 비고 |
| ------------ | ----------------------- | ------ | ------ | ---- |
| 천곡사거리   | 국도 제7호선 (동해대로) | 동해시 | 천곡동 |      |
| 시청로터리   | 중앙로                  | 동해시 | 천곡동 |      |
| 소방서삼거리 | 해안로                  | 동해시 | 천곡동 |      |

## 주요 건물 및 시설
- CJ대한통운 강원동해대리점 (천곡로 6/천곡동 1088)
- CU 동해오렌지점 (천곡로 14/천곡동 1085-3)
- 천곡지구대 (천곡로 16/천곡동 1080-1)
- 한국전력공사 동해지사 (천곡로23/천곡동 792)
- 동해중앙초등학교 (천곡로 35/천곡동 793)
- 뚜레쥬르 동해점 (천곡로 49/천곡동 801-7)
- 농협 동해삼척태백축협하나로마트 천곡점 (천곡로 56/천곡동 1078-4)
- 한솥도시락 동해시청점 (천곡로 67/천곡동 802-4)
- 롯데리아 동해점 (천곡로 74/천곡동 1075-1)
- 동해시청 (천곡로 77/천곡동 806)
- 기아자동차 동해지점 (천곡로 86/천곡동 847)
- 동해우체국 (천곡로 92/천곡동 844)
- 농협 동해시지부 (천곡로 98/천곡동 843)
- 이마트 동해점 (천곡로 100/천곡동 831)
- 동해경찰서 (천곡로 107/천곡동 816)
- 동해시선거관리위원회 (천곡로 116/천곡동 830)
- 동해세관 (천곡로 116/천곡동 830)
- 강원특별자치도동해교육지원청 (천곡로 117/천곡동 817)
- 동해소방서 (천곡로 120/천곡동 819)
- 천곡119안전센터 (천곡로 120/천곡동 819)